# Aldeias (Armamar)
Aldeias é uma freguesia portuguesa do município de Armamar, com 5,19 km² de área e 307 habitantes (censo de 2021). A sua densidade populacional é 59,2 hab./km².

## Etimologia
O topónimo Aldeias deriva da vizinhança das duas povoações que compõem a freguesia: Aldeia de Cima e Aldeia de Baixo, provavelmente assim designadas por ser a EN 313 que faz a separação das duas. No séc. XIII, e até ao séc. XVI, era conhecida por Aldeia de Santa Maria.

## História
Segundo as informações que foram passando de geração em geração a origem do lugar estará no sítio dos Marmorinhos, tendo a mudança para a atual localização sido provocada por uma praga de formigas. Nas Chãs, Fraga da Pena, foram também encontrados vestígios arqueológicos que foram atribuídos, sem classificação credível, à antiga cidade romana Laconimurgun, suposta antecessora da cidade de Lamego.
Em Aldeia de Cima estabeleceram-se famílias ligadas à nobreza e isso é bem visível pelo conjunto de casas brasonadas, a maior parte seiscentistas, compostas também por capelas particulares. Do património mais relevante faz ainda parte, para além das casas brasonadas já referidas, a igreja matriz, construída no séc. XX, que se destaca pela sua arquitetura moderna.
A atual freguesia foi criada pelo Decreto Lei nº 36.341, de 13 de junho de 1947, com lugares da freguesia de Armamar.

## Descrição
Aldeias tem um estabelecimento de ensino: um jardim de infância.
A população vive essencialmente da agricultura. Vinho, generoso e de mesa, batata e fruta são as principais colheitas.

## Demografia
A população registada nos censos foi:
| Ano  | 0-14 Anos | 15-24 Anos | 25-64 Anos | > 65 Anos |
| 2001 | 62        | 44         | 187        | 83        |
| 2011 | 46        | 35         | 167        | 89        |
| 2021 | 33        | 28         | 152        | 94        |